# Struckberg

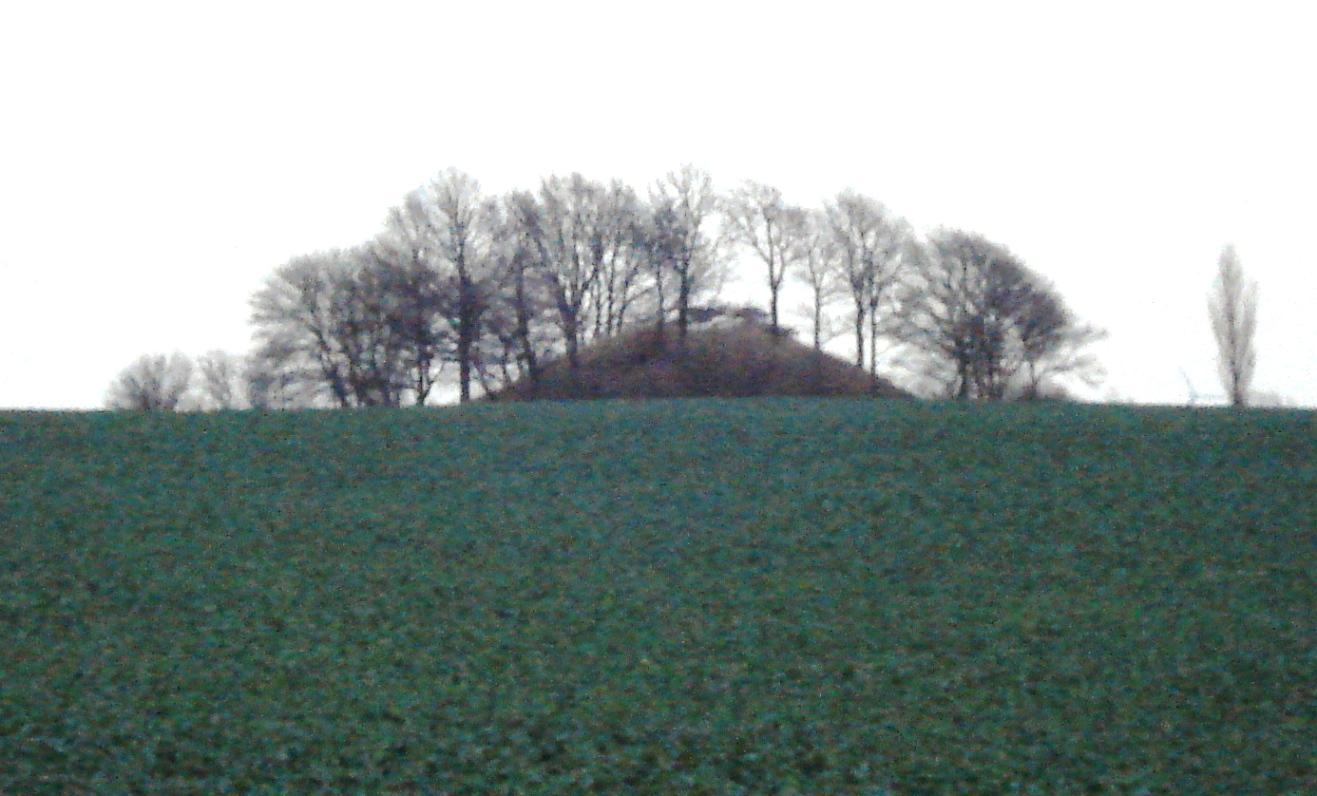
Der Grabhügel „Struckberg“

Der Struckberg ist ein bronzezeitlicher Grabhügel in der Gemeinde Heiligenhafen im Kreis Ostholstein in Schleswig-Holstein. Er befindet sich auf einer Wiese / einem Feld ca. 200 Meter östlich an der Straße zwischen Dazendorf und Heiligenhafen. Er hat einen Durchmesser von etwa 25 Metern und ist mit Büschen und Bäumen bewachsen.
Der Struckberg wurde am 19. November 1938 als Naturdenkmal geschützt (da ein Schutz über den Denkmalschutz damals nicht möglich war) – mittlerweile steht der Grabhügel auch unter Denkmalschutz.
In der Nähe befindet sich der Grabhügel Tweltenberge.